# Alana Gebremariam
Alana Tadege Gebremariam (in bielorusso Алана Таде́ге Гебрэмарыям?, in russo Алана Таде́ге Гебремариам?; 7 marzo 1997) è un'attivista bielorussa.
Attivista pro-democrazia e femminista aderente a Opposizione bielorussa, è stata la prima donna di origine africana a candidarsi alle elezioni generali del 2019.

## Biografia
Nata e cresciuta a Minsk, Gebremariam si è diplomata con il massimo di voti in fisica e matematica presso il ginnasio n. 61 di Minsk. Si è laureata in Odontoiatria presso l'Università Medica Statale della Bielorussia. Durante gli studi si è dedicata ad attività scientifiche.
Nel 2018 è diventata leader dell'Associazione degli studenti bielorussi. In questo veste ha promosso l'attivismo politico tra gli studenti e studentesse universitari e i giovani professionisti.
Nel 2019 è stata nominata candidata alle elezioni parlamentari del 2019 dall'Assemblea socialdemocratica bielorussa e dal Blocco giovanile nel distretto di Hrushevsky a Minsk.

## Persecuzione politica
Dopo le controverse elezioni presidenziali bielorusse del 2020, Gebremariam è diventata membro del Consiglio di coordinamento per stabilizzare la situazione nel Paese e garantire il trasferimento del potere. Nell'ottobre, è stata nominata da Sviatlana Tsikhanouskaya, l'ex candidata alla presidenza, come  rappresentante per gli affari giovanili e studenteschi.
Il 12 novembre 2020, ci sono stati perquisizioni negli appartamenti di Gebremariam e di altri attivisti e attiviste dell'Unione studentesca bielorussa. Gli attivisti e attiviste sono stati arrestati e condotti al KGB. Il 13 novembre si è saputo che Alana si trovava nel centro di detenzione preventiva del KGB per un procedimento penale relativo all'organizzazione di azioni che violavano gravemente l'ordine pubblico (parte 1 dell'articolo 342 del Codice penale della Repubblica di Bielorussia).
Gebremariam è stata riconosciuta come prigioniero politico il 18 novembre 2020 in una dichiarazione congiunta di quindici organizzazioni, tra cui il Centro per i diritti umani Viasna, l'Associazione bielorussa dei giornalisti, il Comitato Helsinki bielorusso e il Centro PEN bielorusso. Il 7 dicembre 2020, l'eurodeputata Katarina Barley ha assunto il patrocinio del prigioniero politico.
Il 16 marzo 2021, il Comitato investigativo ha presentato le prime accuse contro Gebremariam e altri partecipanti al “caso degli studenti” e docenti universitari.
Il 16 luglio 2021, insieme ad altri attivisti, è stata condannata a 2 anni e 6 mesi di carcere. Il tribunale distrettuale Sovietsky della città di Minsk, era già inserita nella lista nera dell'Unione europea (il 17 dicembre 2020) per numerose condanne motivate politicamente.
Il 30 novembre 2022, Gebremariam è stata rilasciata dalla prigione.